# 奥滕施拉格
奥滕施拉格是奥地利下奥地利州茨韦特尔县的一个市镇。总面积26.15平方公里，总人口1049人，人口密度40.1人/平方公里（2005年）。